# ドラゴン・レディ
ドラゴン・レディ (英語: Dragon Lady) は、南アジア人および東アジア人のステレオタイプ。強く、狡猾、傲慢、そして神秘的な女性を表す。この言葉は中国ではなく西洋で使われ始めた。女優アンナ・メイ・ウォンが演じた役柄から着想を得て、コミック・ストリップの『Terry and the Pirates』に登場する悪役の女性を表す言葉として使用されるようになった。パワフルなアジア系民族の女性や多くのアジア人映画女優に対して使用されている。このステレオタイプは社会文学で広く使用されている。1930年代にこの言葉が使用されるようになる前に存在していた人に対しても使用されることがある。また、パワフルだが短気な女性に対する侮蔑の意味でも使用される。

## 背景
『オックスフォード英語辞典』によると、18世紀から19世紀まで「ドラゴン」や「ドラゴネス」(雌ドラゴン)という言葉は気性が荒く強引な女性を表していたと記されているが、「ドラゴン・レディ」という言葉はミルトン・カニフ作のコミック・ストリップ『テリー&ザ・パイレーツ』に登場したのが最初とされている。1934年12月16日に初登場した登場人物に対し、1935年1月6日、初めて「ドラゴン・レディ」と表現された。サックス・ローマーによるフー・マンチュー・シリーズ、M・P・シールの『イエロー・デンジャー』(1898年)、『ドラゴン』(1913年)など黄禍論初期には使用されなかった。しかし1931年、ローマーによる『The Daughter of Fu Manchu』を原作とした映画『龍の娘』はカニフのカートゥーンの名前から着想を得たと考えられている。

## 『テリー&ザ・パイレーツ』
『テリー&ザ・パイレーツ』はミルトン・カニフ作のアクション・アドベンチャー・コミック・ストリップである。シカゴ・トリビューン・ニューヨーク・デイリー・ニューズ通信社の編集長であったジョセフ・パターソンはカニフを採用し、オリエントを舞台にして作品を作るようアイデアを与えた。『タイム』誌のカニフ特集によると、パターソンは美しい女盗賊と彼女に惚れる男が登場するオリエントでのアドベンチャーを提案し、数日のうちにカニフが提示した50種類の題名から『テリー&ザ・パイレーツ』と決まった。
カニフの伝記作家であるR・C・ハーヴェイによると、パターソンはアレコ・リリウス作『I Sailed with Chinese Pirates』(私は中国人海賊と共に航海した、の意)、ボク作『Vampires of the Chinese Coast』(中国沿岸の吸血鬼、の意)の女海賊が登場する両方の本あるいは少なくとも1冊は読んでいた。どちらの本にも南シナ海の女盗賊が登場するが、特にリリウス版では実在したミステリアスな「海賊の女王」來財山(Lai Choi San)を一部モデルにしている。Lai Choi Sanは彼女の母国語である広東語からの翻字である。カニフはドラゴン・レディの本名として「Lai Choi San」を使用したが、リリウスとボクの双方から抗議を受けた。パターソンはどちらもノンフィクションであり、この名は実在の人物のものであるとして反論した。実際女海賊も名前も著作権はない。またボクもリリウスも「ドラゴン・レディ」という言葉は使用していない。「ドラゴン・レディ」がパターソンとカニフのどちらの造語なのかははっきりしていない。

## 使用
1930年代、「ドラゴン・レディ」が英単語の1つとなって以降、中国の蔣介石夫人である宋美齢、ベトナムのゴ・ディン・ヌー夫人であるマダム・ヌー、そしてインドのデーヴィカー・ラーニーを含む多くのアジア人映画女優に対して「ドラゴン・レディ」という名称が与えられた。他のステレオタイプと共に「ドラゴン・レディ」は社会文学で広く使用されている。
1930年代に、「ドラゴン・レディ」という言葉がアメリカのスラングとなる前まで時代をさかのぼって使用されるようになってきている。例えば西太后(1835年-1908年)、1920年代から1930年代初頭にドラゴン・レディ的な役柄を演じていた中国系アメリカ人女優アンナ・メイ・ウォン(1905年-1961年)などに言及されている。1900年代初頭、西太后についての記事、および『バグダッドの盗賊』(1924年)、『龍の娘』(1931年)などウォンの初期の映画のレビューには「ドラゴン・レディ」という言葉は出てきていない。ただし1人の記者が西太后について「リトル・レディ・ビスマルク」という表現をしている。このように時代をさかのぼって「ドラゴン・レディ」という言葉を使用することによって、以前からあった言葉だと誤認させてしまう場合がある。
HBOの『THE WIRE/ザ・ワイヤー』の第4シーズン第6話『Margin of Error』で「ドラゴン・レディ」という言葉が使用された。
また人気SF映画『アバター』ではジェイク・サリー伍長(サム・ワーシントン)が上司のグレイス・オーガスティン博士(シガニー・ウィーバー)にのちの義母となるオマティカヤ氏族の巫女モアト(CCH・パウンダー)について話した際「ドラゴン・レディ」と言及した。

## 関連事項
- Dragon Ladies: Asian American Feminists Breathe Fire
- タイガー・マザー
- Ethnic stereotype
- Ethnic stereotypes in comics
- ファム・ファタール
- アメリカ合衆国における東アジア人のステレオタイプ
- Stereotypes of South Asians
- U-2 (航空機) - 非公式の通称として｢ドラゴンレディ｣と呼ばれる。

### ミルトン・カニフ
- Abrams, Harry N. (1978). Smithsonian Collection of Newspaper Comics. Washington: Smithsonian Institution. ISBN 978-0-8109-1612-8
- Caniff, Milton Arthur (1975). Enter the Dragon Lady: From the 1936 classic newspaper adventure strip (The Golden age of the comics). Escondido, California: Nostalgia Press. ASIN: B0006CUOBW
- Caniff, Milton Arthur (2007). The Complete Terry And The Pirates. San Diego, California: IDW (Idea and Design Works). ISBN 978-1-60010-100-7
- Harvey, Robert C. and Milton Caniff (2002). Milton Caniff: Conversations. Conversations with Comic Artists. Jackson, Miss.: University Press of Mississippi. ISBN 978-1-57806-438-0